# Amphibulus orientalis
Amphibulus orientalis là một loài tò vò trong họ Ichneumonidae.